# Xylographus testaceitarsis
Xylographus testaceitarsis is een keversoort uit de familie houtzwamkevers (Ciidae). De wetenschappelijke naam van de soort werd in 1916 gepubliceerd door Maurice Pic.